# Faustabryna
Faustabryna – rodzaj chrząszczy z rodziny kózkowatych i podrodziny zgrzypikowych. 

## Zasięg występowania
Przedstawiciele tego rodzaju występują na Filipinach oraz Celebesie.

## Systematyka
Do Faustabryna należy 7 gatunków:
- Faustabryna affinis
- Faustabryna celebiana
- Faustabryna fausta
- Faustabryna hieroglyphica
- Faustabryna metallica
- Faustabryna mindanaoensis
- Faustabryna multialboguttata